# إبراهيم عبد الله غلوم
إبراهيم عبد الله غلوم حسين الأحمدي (1952م - 29 سبتمبر 2023م) كاتب وناقد أدبي وأستاذ جامعي بحريني. بدأ كتاباته منذ بدايات سبعينيات القرن العشرين ونشر العديد من الدراسات في نقد القصة القصيرة والمسرح والرواية والتراث والدراسات الثقافية والفكرية. حاصل على دكتوراه دولية من كلية الآداب والعلوم الأنسانية في الجامعة التونسية سنة 1983. حصل على وسام الكفاءة من الدرجة الأولى (2012م) من الملك حمد بن عيسى آل خليفة، وعلى قلادة تكريم المبدعين في دول مجلس التعاون (2012م)، وحصل على جائزة البحرين للكتاب.

## العمل
- عمل أستاذاً للنقد الحديث في جامعة البحرين، وأستاذاً زائراً لأدب الخليج والجزيرة العربية، جامعة الكويت، 1986.
- عضو أسرة الأدباء والكتاب ورأس مجلس إدارتها لعدة دورات.
- عضو المجلس الوطني للثقافة والفنون والأداب، البحرين.
- عضو مجلس أمناء مجلس جائزة عبد العزيز سعود البابطين للأبداع الشعري.
- شارك في عضوية هيئات علمية أخرى في الخليج والوطن العربي.
- عضو الهيئة  الأستشارية لمعجم البابطين لشعراء العربية  في القرنين الثامن عشر والتاسع عشر.[5]

## مناصب أخرى
- مؤسس لمسارح وجمعيات ثقافية واتحادات محلية وعربية. وشارك في صياغة مشاريع وخطط واستراتيجيات ثقافية خليجية وعربية.
- مؤسس ورئيس تحرير مجلة  كلمات التي صدرتها  أسرة الأدباء والكتاب في 1983.
- مؤسس ورئيس تحرير مجلة  العلوم الأنسانية - جامعة البحرين.
- مؤسس ورئيس تحرير مجلة  ثقافات - جامعة البحرين.
- مؤسس ورئيس قسم اللغة العربية وادابها بجامعة البحرين سابقا.
- مؤسس ورئيس قسم الإعلام والسياحة والفنون بجامعة البحرين.
- عميد كلية الأداب بجامعة البحرين[وصلة مكسورة].
- عميد كلية التربية بالوكالة بجامعة البحرين.
- عضو  الهيئة  الاستشارية لمجلة  دراسات الخليج  والجزيرة العربية (جامعة الكويت).
- مؤسس المركز الإعلامي، كلية الآداب، جامعة البحرين.
- مؤسس المهرجان المسرحي الأول لدول الخليج ورئيس اللجنة  الدائمة للفرق المسرحية الأهلية في دول مجلس التعاون.

### مؤلفاته والكتب النقدية
- ظواهر التجربة المسرحية في البحرين (1980).
- القصة القصيرة في الخليج العربية – دراسة تحليلية (1981).
- رومانسية السخط – مشترك (1989).
- المسرح والتغير الاجتماعي في الخليج العربي: دراسة في سوسيولوجيا التجربة المسرحية في الكويت والبحرين (1986).[6]
- الثقافة وإشكالية التواصل الثقافي في مجتمعات الخليج العربي (1991).
- تكوين الممثل المسرحي (1990).

-  دراسة لطبيعة التكوين الفني والاجتماعي للمثل.
- عبد الله الزايد وتأسيس الخطاب الأدبي الحديث (1996).
- مسرح إبراهيم العريض (1996).
- المرجعية والانزياح (1996).

-  دراسة وتوثيق لبدايات النقد الأدبي في الخليج العربي.
- الخاصية المنفردة في الخطاب المسرحي (1997).
- الثقافة وإنتاج الديموقراطية (2002).
- منارات كويتية – فهد الدويري- بالاشتراك مع خالد سعود الزيد، المجلس الوطني للعلوم والفنون والآداب، الكويت (2003).
- إستراتيجية النهوض بالمرأة البحرينية، الرؤية والركائز، إصدار المجلس الأعلى للمرأة (2005).
- عالم روائي في القصة القصيرة (2007).
- المسرح الموازي، مؤسسة الانتشار العربي، بيروت (2012).
- المسافة وإنتاج الوعي النقدي، المؤسسة العربية

- لدراسات والنشر، عمان – بيروت
- بنية الكوميديا الهزلية، مؤسسة الانتشار العربي، بيروت (2013).
- مسرح القضية الأصلية، مؤسسة الانتشار العربي، بيروت (2015).

### نصوصه المسرحية
- عذابات أحمد بن ماجد

- عرضت في قطر وبغداد (1991-1992).
- الخيول، إصدارات أسرة الأدباء والكتاب (1992).

- وصدرت في سلسلة نصوص، الهيئة العربية للمسرح (2013).
- رأيت الذي سوف يحدث

- عرضت في البحرين والدوحة والقاهرة.
- الحديد – تحت الطبع.
- نصوص مسرحية أخرى منشورة في المجلات المحلية والعربية.

### نماذج من خبراته الثقافية
- مشارك رئيسي في صياغة إستراتيجية التنمية الثقافية لدول مجلس التعاون (1989). وصاغ الرؤية الأخيرة للمشروع، كما قدم ورقتين علميتين في ذلك.
- عضو مجلس الأمناء لمؤسسة جائزة البابطين الذي أشرف على إعداد معجم الشعراء والعرب المعاصرين صدر في (1995، الكويت.
- صاغ الإستراتيجية الوطنية للنهوض بالمرأة البحرينية بتكليف من المجلس الأعلى للمرأة في مملكة البحرين (2004).
- وضع سلسلة من البرامج والمشاريع الثقافية والمسرحية على المسنوى المحلي والعربي.
- عضو الهيئة الاستشارية لمعجم البابطين لشعراء العربية في القرنين التاسع عشر والعشرين، صدر عام (2008، الكويت).
- محكم في عدد كبير من المجلات العربية العلمية المحكمة التابعة للمراكز والجامعات.
- محكم لعدد كبير من الكتب العلمية في الأدب والنقد والمسرح والرواية والتراث الشعبي.
- محكم في عدد كبير من المهرجانات المسرحية والمسابقات الثقافية.
- محكم في الجوائز العربية العديدة معروفة في مجالات النقد والأدب والرواية والمسرح والتراث.
- تصميم العديد من الدورات والورش المسرحية.
- مؤسس لجمعيات ثقافية وفرق مسرحية عديدة.
- مشارك في مئات من الندوات والؤتمرات والمهرجانات والملتقيات المحلية والعربية والدولية.
- أشرف على رسائل ماجستير وناقش العديد منها في جامعات البحرين والكويت وسلطنة عمان والمملكة العربية السعودية والإمارات العربية المتحدة.
- محكم في أبحاث الترقيات العلمية للأساتذة في الجامعات الخليجية والعربية، فضلا عن جامعة البحرين.

### الجوائز والتكريم
حصل د. إبراهيم على عدة جوائز منها: تكريم جلالة الملك حمد بن عيسى آل خليفة، بوسام الكفاءة من الدرجة الأولى (2012م). وعلى قلادة تكريم المبدعين في دول مجلس التعاون، مجلس التعاون (2012م). وحصل على جائزة البحرين للكتاب، وهي جائزة تمنحها وزارة الثقافة على المستوى العربي وقيمتها 50 ألف دولار (2013م). وجائزة التميز للكتاب، وزارة الثقافة وجائزة معرض كتاب القاهرة الدولي للكتاب عن كتابه الثقافة وإنتاج الديموقراطية وحصل على تكريم وزارة التربية عن كتابه الثقافة وإنتاج الديموقراطية في عام (2003م). وأيضا حصل على تكريم الرواد المبدعين في مدينة المحرق، تحت رعاية سمو رئيس الوزراء سنة (2000م) وحينها قد ألقى الكلمة الرئيسية عن المكرمين.

## الوفاة
توفي يوم الجمعة 29 سبتمبر 2023م / 14 ربيع الأول 1445هـ.